# Carla Ryan
Carla Ryan, née le 21 septembre 1985 à Nathalia, est une coureuse cycliste australienne, professionnelle de 2008 à 2014.

## Palmarès
- 2007
  -  Championne d'Australie du contre-la-montre
  - Le Race
  -  Médaillée d'argent de la course en ligne aux Jeux océaniens
  -  Médaillée de bronze du contre-la-montre aux Jeux océaniens
- 2008
  - Contre-la-montre par équipes de Vårgårda (cdm)
- 2009
  -  Championne d'Australie sur route
  -  Championne d'Australie du contre-la-montre
  - Open de Suède Vårgårda Time Trial (contre-la-montre par équipes)
  - 2e du Tour du Trentin-Haut-Adige-Tyrol-du-Sud
  - 9e de la Coupe du monde cycliste féminine de Montréal (Cdm)
- 2010
  - 3e étape du Tour de l'Aude cycliste féminin (contre-la-montre par équipes)
  - 6e étape du Tour de l'Ardèche
  - 2e de Le Race
- 2011
  - 2e du championnat d'Australie sur route
- 2012
  - 5e étape du Tour de l'Ardèche
  - 2e du Tour de Feminin - O cenu Ceskeho Svycarska
- 2013
  - 3e du championnat d'Australie sur route
  -  Médaillée de bronze du championnat d'Océanie sur route